# Planica 7 2018
Das 1. Planica 7 2018 war eine Reihe von Skisprungwettkämpfen, die als Weltcup-Finale der Weltcup-Saison 2017/18 zwischen dem 22. und 25. März 2018 stattfand. Die Wettkämpfe wurden auf der Skiflugschanze Letalnica bratov Gorišek im slowenischen Planica ausgetragen.

## Teilnehmer
Es nahmen 70 Athleten aus 16 Nationen am Planica 7 2018 teil:
| Nation             | Anzahl | Athleten |
| ------------------ | ------ | --- |
| Slowenien          | 13     | Tilen Bartol, Jernej Damjan, Nejc Dežman, Žiga Jelar, Robert Kranjec, Anže Lanišek, Tomaž Naglič, Bor Pavlovčič, Cene Prevc, Domen Prevc, Peter Prevc, Anže Semenič, Jurij Tepeš |
| Bulgarien          | 01     | Wladimir Sografski |
| Deutschland        | 07     | Markus Eisenbichler, Richard Freitag, Karl Geiger, Stephan Leyhe, Pius Paschke, Andreas Wank, Andreas Wellinger                                                                  |
| Estland            | 02     | Artti Aigro, Martti Nõmme |
| Finnland           | 02     | Antti Aalto, Andreas Alamommo |
| Italien            | 04     | Federico Cecon, Sebastian Colloredo, Roberto Dellasega, Alex Insam |
| Japan              | 05     | Noriaki Kasai, Junshirō Kobayashi, Ryōyū Kobayashi, Yukiya Satō, Taku Takeuchi                                                                                                   |
| Kanada             | 01     | MacKenzie Boyd-Clowes |
| Kasachstan         | 02     | Konstantin Sokolenko, Marat Schaparow |
| Norwegen           | 07     | Anders Fannemel, Johann André Forfang, Halvor Egner Granerud, Robert Johansson, Marius Lindvik, Andreas Stjernen, Daniel-André Tande                                             |
| Österreich         | 07     | Clemens Aigner, Philipp Aschenwald, Manuel Fettner, Michael Hayböck, Daniel Huber, Stefan Kraft, Gregor Schlierenzauer                                                           |
| Polen              | 06     | Stefan Hula, Maciej Kot, Dawid Kubacki, Kamil Stoch, Jakub Wolny, Piotr Żyła |
| Russland           | 04     | Jewgeni Klimow, Denis Kornilow, Michail Nasarow, Alexei Romaschow |
| Schweiz            | 04     | Simon Ammann, Gregor Deschwanden, Luca Egloff, Andreas Schuler |
| Tschechien         | 01     | Čestmír Kožíšek |
| Vereinigte Staaten | 04     | Kevin Bickner, Michael Glasder, Casey Larson, William Rhoads |

## Übersicht
| Datum         | Ort           | Schanze                        | Anmerkung     | Sieger                                                                            | Zweiter                                                                        | Dritter                                                      | Führender            |
| ------------- | ------------- | ------------------------------ | ------------- | --------------------------------------------------------------------------------- | ------------------------------------------------------------------------------ | ------------------------------------------------------------ | -------------------- |
| 22.03.2018    | Planica       | Letalnica bratov Gorišek HS240 | Qualifikation | Johann André Forfang                                                              | Anže Semenič                                                                   | Dawid Kubacki                                                | Johann André Forfang |
| 23.03.2018    | Planica       | Letalnica bratov Gorišek HS240 | Einzel        | Kamil Stoch                                                                       | Johann André Forfang                                                           | Stefan Kraft                                                 | Johann André Forfang |
| 24.03.2018    | Planica       | Letalnica bratov Gorišek HS240 | Team          | NorwegenDaniel-André Tande Andreas Stjernen Robert Johansson Johann André Forfang | DeutschlandMarkus Eisenbichler Stephan Leyhe Andreas Wellinger Richard Freitag | SlowenienDomen Prevc Robert Kranjec Anže Semenič Peter Prevc | Johann André Forfang |
| 25.03.2018    | Planica       | Letalnica bratov Gorišek HS240 | Einzel        | Kamil Stoch                                                                       | Stefan Kraft                                                                   | Daniel-André Tande                                           | Kamil Stoch          |
| Gesamtwertung | Gesamtwertung | Gesamtwertung                  | Gesamtwertung | Kamil Stoch                                                                       | Johann André Forfang                                                           | Robert Johansson                                             | –                    |

## Wettkämpfe

### Qualifikation
Die Qualifikation zum ersten Einzelwettbewerb fand am 22. März 2018 statt. Während der Qualifikation sprang der Österreicher Gregor Schlierenzauer auf 253,5 Meter und stellte damit die Weltrekordweite seines Landmannes Stefan Kraft ein. Der Sprung galt aber nicht als Rekord, da Schlierenzauer bei der Landung stürzte.
| Rang | Name                  | Weite   | Punkte |
| ---- | --------------------- | ------- | ------ |
| 01.  | Johann André Forfang  | 241,0 m | 243,4  |
| 02.  | Anže Semenič          | 234,0 m | 235,3  |
| 03.  | Dawid Kubacki         | 224,5 m | 227,7  |
| 04.  | Ryōyū Kobayashi       | 229,5 m | 225,3  |
| 05.  | Richard Freitag       | 213,5 m | 221,0  |
| 06.  | Stephan Leyhe         | 214,0 m | 220,2  |
| 07.  | Stefan Hula           | 221,5 m | 217,4  |
| 08.  | Kamil Stoch           | 226,5 m | 216,1  |
| 09.  | Robert Johansson      | 221,0 m | 215,1  |
| 10.  | Gregor Schlierenzauer | 253,5 m | 214,5  |
|      |                       |         |        |
| 12.  | Markus Eisenbichler   | 224,5 m | 213,8  |
| 20.  | Manuel Fettner        | 212,0 m | 203,8  |
| 22.  | Stefan Kraft          | 213,0 m | 203,3  |
| 23.  | Simon Ammann          | 217,0 m | 201,9  |
| 26.  | Daniel Huber          | 221,5 m | 199,1  |
| 30.  | Pius Paschke          | 201,0 m | 197,0  |
| 36.  | Andreas Wank          | 219,5 m | 189,1  |
|      |                       |         |        |
| 42.  | Gregor Deschwanden    | 230,0 m | 184,5  |
| 46.  | Philipp Aschenwald    | 213,0 m | 182,4  |
| 49.  | Clemens Aigner        | 180,5 m | 174,1  |
| 52.  | Andreas Schuler       | 209,0 m | 173,3  |
| 56.  | Andreas Wellinger     | 179,5 m | 165,9  |
| 57.  | Karl Geiger           | 194,0 m | 165,7  |
| 61.  | Luca Egloff           | 188,0 m | 147,2  |

### Einzelwettbewerb I
Der erste Einzelwettbewerb fand am 23. März 2018 statt.
| Rang | Name                 | Weite 1 | Weite 2 | Punkte |
| ---- | -------------------- | ------- | ------- | ------ |
| 01.  | Kamil Stoch          | 245,0 m | 234,0 m | 455,9  |
| 02.  | Johann André Forfang | 242,0 m | 234,5 m | 452,2  |
| 03.  | Stefan Kraft         | 238,0 m | 234,5 m | 443,0  |
| 04.  | Robert Johansson     | 245,0 m | 227,5 m | 438,8  |
| 05.  | Anders Fannemel      | 230,5 m | 233,0 m | 433,1  |
| 06.  | Richard Freitag      | 234,5 m | 232,0 m | 431,2  |
| 07.  | Junshirō Kobayashi   | 230,5 m | 224,0 m | 426,2  |
| 08.  | Andreas Stjernen     | 228,5 m | 221,5 m | 422,5  |
| 09.  | Dawid Kubacki        | 224,5 m | 220,0 m | 416,8  |
| 10.  | Robert Kranjec       | 214,5 m | 232,5 m | 412,7  |
| 11.  | Noriaki Kasai        | 232,0 m | 214,0 m | 411,3  |
| 12.  | Jurij Tepeš          | 225,0 m | 221,0 m | 411,1  |
| 13.  | Ryōyū Kobayashi      | 227,0 m | 211,5 m | 409,7  |
| 14.  | Markus Eisenbichler  | 218,5 m | 224,0 m | 406,9  |
| 15.  | Peter Prevc          | 227,5 m | 215,0 m | 404,0  |

| Rang | Name                  | Weite 1 | Weite 2 | Punkte |
| ---- | --------------------- | ------- | ------- | ------ |
| 16.  | Kevin Bickner         | 213,0 m | 230,5 m | 400,9  |
| 17.  | Tomaž Naglič          | 222,5 m | 213,0 m | 400,5  |
| 18.  | Bor Pavlovčič         | 230,0 m | 206,0 m | 398,5  |
| 19.  | Simon Ammann          | 214,5 m | 229,5 m | 397,3  |
| 20.  | Stephan Leyhe         | 215,5 m | 211,0 m | 397,2  |
| 21.  | Stefan Hula           | 208,0 m | 220,5 m | 390,0  |
| 22.  | Denis Kornilow        | 211,5 m | 222,5 m | 389,8  |
| 23.  | Andreas Wank          | 210,0 m | 213,5 m | 387,4  |
| 24.  | Žiga Jelar            | 210,5 m | 218,5 m | 385,1  |
| 25.  | Daniel Huber          | 208,5 m | 214,0 m | 383,1  |
| 26.  | Pius Paschke          | 210,5 m | 218,5 m | 378,2  |
| 27.  | Gregor Schlierenzauer | 210,5 m | 194,0 m | 373,3  |
| 28.  | Halvor Egner Granerud | 215,0 m | 191,0 m | 364,3  |
| 29.  | Jakub Wolny           | 211,5 m | 194,5 m | 347,0  |
| 30.  | Anže Semenič          | 226,0 m | DSQ     | 208,4  |

### Teamwettbewerb
Der Teamwettbewerb fand am 24. März 2018 statt.
| Rang | Team                                                                              | Punkte |
| ---- | --------------------------------------------------------------------------------- | ------ |
| 01.  | NorwegenDaniel-André Tande Andreas Stjernen Robert Johansson Johann André Forfang | 1620,2 |
| 02.  | DeutschlandMarkus Eisenbichler Stephan Leyhe Andreas Wellinger Richard Freitag    | 1482,9 |
| 03.  | SlowenienDomen Prevc Robert Kranjec Anže Semenič Peter Prevc                      | 1474,5 |
| 04.  | PolenPiotr Żyła Stefan Hula Dawid Kubacki Kamil Stoch                             | 1470,5 |
| 05.  | JapanRyōyū Kobayashi Yukiya Satō Junshirō Kobayashi Noriaki Kasai                 | 1455,8 |
| 06.  | ÖsterreichGregor Schlierenzauer Daniel Huber Clemens Aigner Stefan Kraft          | 1398,7 |
| 07.  | RusslandAlexei Romaschow Jewgeni Klimow Michail Nasarow Denis Kornilow            | 1196,5 |
| 08.  | SchweizAndreas Schuler Luca Egloff Simon Ammann Gregor Deschwanden                | 1187,6 |
|      |                                                                                   |        |
| 09.  | Vereinigte StaatenCasey Larson William Rhoads Michael Glasder Kevin Bickner       | 0481,1 |
| 10.  | ItalienSebastian Colloredo Federico Cecon Alex Insam Roberto Dellasega            | 0475,2 |

### Einzelwettbewerb II
Der zweite Einzelwettbewerb fand am 25. März 2018 statt. Da dies das Abschlussspringen der Weltcup-Saison war, waren hierfür traditionell nur die besten 30 Springer der Gesamtweltcupstands startberechtigt. Aus diesem Grund fand für diesen Wettkampf keine Qualifikation statt.
| Rang | Name                 | Weite 1 | Weite 2 | Punkte |
| ---- | -------------------- | ------- | ------- | ------ |
| 01.  | Kamil Stoch          | 245,0 m | 234,5 m | 455,6  |
| 02.  | Stefan Kraft         | 243,0 m | 236,0 m | 440,1  |
| 03.  | Daniel-André Tande   | 243,5 m | 234,5 m | 439,6  |
| 04.  | Robert Johansson     | 237,0 m | 228,0 m | 438,2  |
| 05.  | Andreas Stjernen     | 233,0 m | 236,0 m | 429,4  |
| 06.  | Richard Freitag      | 232,5 m | 237,5 m | 427,9  |
| 07.  | Karl Geiger          | 232,0 m | 234,5 m | 426,9  |
| 08.  | Johann André Forfang | 240,5 m | 226,0 m | 424,1  |
| 08.  | Peter Prevc          | 235,0 m | 232,0 m | 424,1  |
| 10.  | Junshirō Kobayashi   | 236,5 m | 223,5 m | 423,2  |
| 11.  | Anders Fannemel      | 232,5 m | 232,5 m | 419,8  |
| 12.  | Markus Eisenbichler  | 232,5 m | 224,0 m | 409,0  |
| 13.  | Stefan Hula          | 228,5 m | 223,5 m | 405,6  |
| 14.  | Simon Ammann         | 234,0 m | 222,0 m | 405,3  |
| 15.  | Ryōyū Kobayashi      | 220,0 m | 233,0 m | 404,4  |

| Rang | Name                  | Weite 1 | Weite 2 | Punkte |
| ---- | --------------------- | ------- | ------- | ------ |
| 16.  | Andreas Wellinger     | 222,5 m | 224,5 m | 396,9  |
| 17.  | Anže Semenič          | 220,0 m | 219,5 m | 388,9  |
| 18.  | Tilen Bartol          | 222,0 m | 214,5 m | 386,2  |
| 19.  | Maciej Kot            | 218,0 m | 209,0 m | 377,7  |
| 20.  | Halvor Egner Granerud | 213,5 m | 216,5 m | 377,2  |
| 21.  | Dawid Kubacki         | 217,0 m | 211,5 m | 376,3  |
| 22.  | Noriaki Kasai         | 216,5 m | 213,0 m | 376,1  |
| 23.  | Jernej Damjan         | 214,0 m | 214,0 m | 370,5  |
| 24.  | Michael Hayböck       | 214,5 m | 208,5 m | 368,9  |
| 25.  | Daniel Huber          | 202,5 m | 212,0 m | 355,6  |
| 26.  | Clemens Aigner        | 197,0 m | 212,0 m | 348,9  |
| 27.  | Piotr Żyła            | 208,5 m | 205,0 m | 347,7  |
| 28.  | Pius Paschke          | 202,5 m | 201,5 m | 338,5  |
| 29.  | Taku Takeuchi         | 196,0 m | 201,5 m | 330,4  |
| 30.  | Stephan Leyhe         | 203,0 m | 192,5 m | 330,1  |

## Gesamtwertung
| Rang | Name                  | Punkte |
| ---- | --------------------- | ------ |
| 01.  | Kamil Stoch           | 1538,2 |
| 02.  | Johann André Forfang  | 1528,8 |
| 03.  | Robert Johansson      | 1512,5 |
| 04.  | Stefan Kraft          | 1477,8 |
| 05.  | Richard Freitag       | 1471,7 |
| 06.  | Markus Eisenbichler   | 1431,8 |
| 07.  | Junshirō Kobayashi    | 1428,8 |
| 08.  | Andreas Stjernen      | 1414,4 |
| 09.  | Ryōyū Kobayashi       | 1413,9 |
| 10.  | Stefan Hula           | 1382,0 |
| 11.  | Peter Prevc           | 1377,8 |
| 12.  | Simon Ammann          | 1376,0 |
| 13.  | Noriaki Kasai         | 1374,0 |
| 14.  | Dawid Kubacki         | 1372,8 |
| 15.  | Stephan Leyhe         | 1277,1 |
| 16.  | Daniel Huber          | 1271,6 |
| 17.  | Anže Semenič          | 1169,7 |
| 18.  | Anders Fannemel       | 1061,0 |
| 19.  | Daniel-André Tande    | 1052,9 |
| 20.  | Robert Kranjec        | 0991,4 |
| 21.  | Halvor Egner Granerud | 0955,0 |
| 22.  | Denis Kornilow        | 0936,5 |
| 23.  | Gregor Schlierenzauer | 0936,3 |
| 24.  | Andreas Wellinger     | 0922,4 |
| 25.  | Pius Paschke          | 0913,7 |
| 26.  | Piotr Żyła            | 0867,8 |
| 27.  | Clemens Aigner        | 0848,0 |
| 28.  | Maciej Kot            | 0774,8 |
| 29.  | Kevin Bickner         | 0767,7 |
| 30.  | Jernej Damjan         | 0723,8 |
| 31.  | Yukiya Satō           | 0705,0 |
| 32.  | Taku Takeuchi         | 0679,0 |
| 33.  | Jurij Tepeš           | 0621,6 |
| 34.  | Tomaž Naglič          | 0599,3 |
| 35.  | Karl Geiger           | 0592,6 |

| Rang | Name                  | Punkte |
| ---- | --------------------- | ------ |
| 36.  | Domen Prevc           | 0585,5 |
| 37.  | Bor Pavlovčič         | 0585,2 |
| 38.  | Andreas Wank          | 0576,5 |
| 39.  | Žiga Jelar            | 0573,6 |
| 40.  | Tilen Bartol          | 0570,3 |
| 41.  | Jakub Wolny           | 0539,3 |
| 42.  | Manuel Fettner        | 0530,8 |
|      | Alex Insam            | 0530,8 |
| 44.  | Jewgeni Klimow        | 0483,6 |
| 45.  | Andreas Schuler       | 0466,8 |
| 46.  | Gregor Deschwanden    | 0462,0 |
| 47.  | Michail Nasarow       | 0440,1 |
| 48.  | Alexei Romaschow      | 0392,9 |
| 49.  | Luca Egloff           | 0392,3 |
| 50.  | Čestmír Kožíšek       | 0380,7 |
| 51.  | Marius Lindvik        | 0372,1 |
| 52.  | Michael Hayböck       | 0368,9 |
| 53.  | Anže Lanišek          | 0357,0 |
| 54.  | Cene Prevc            | 0343,9 |
| 55.  | Michael Glasder       | 0292,7 |
| 56.  | Sebastian Colloredo   | 0282,7 |
| 57.  | Casey Larson          | 0243,6 |
| 58.  | Federico Cecon        | 0229,7 |
| 59.  | Andreas Alamommo      | 0184,1 |
| 60.  | Wladimir Sografski    | 0183,1 |
| 61.  | Philipp Aschenwald    | 0182,4 |
| 62.  | Nejc Dežman           | 0177,3 |
| 63.  | Antti Aalto           | 0173,5 |
| 64.  | MacKenzie Boyd-Clowes | 0173,4 |
| 65.  | William Rhoads        | 0167,9 |
| 66.  | Martti Nõmme          | 0140,3 |
| 67.  | Artti Aigro           | 0133,1 |
| 68.  | Roberto Dellasega     | 0113,6 |
| 69.  | Marat Schaparow       | 0083,6 |
| 70.  | Konstantin Sokolenko  | 0066,7 |